# Campionati europei di atletica leggera 2022 - Coppa Europa di maratona maschile
La 2022 European Marathon Cup è stata la dodicesima edizione della Coppa Europa di maratona di atletica leggera e si è svolta a Monaco di Baviera, in Germania, il 15 agosto 2022 , all'interno dei Campionati Europei 2022
Il tempo totale viene calcolato sulla somma dei tempi dei primi tre atleti arrivati al traguardo, ma le medaglie vengono assegnate a tutti gli atleti che hanno concluso la gara.

## Risultati
| #       | Paese                                                                                                  | Tempo   |
| ------- | --- | ------- |
| Oro     | Israele Marhu Teferi Gashau Ayale Yimer Getahun Girmaw Amare Omer Ramon Bukayawe Malede                | 6:31:48 |
| Argento | Germania Richard Ringer Amanal Petros Johannes Motschmann Hendrik Pfeiffer Konstantin Wedel Simon Boch | 6:35:52 |
| Bronzo  | Spagna Ayad Lamdassem Jorge Blanco Daniel Mateo Yago Rojo Abdelaziz Merzougui                          | 6:38:44 |
| 4       | Francia                                                                                                | 6:39:08 |
| 5       | Italia                                                                                                 | 6:45:51 |
| 6       | Estonia                                                                                                | 6:50:11 |
| 7       | Regno Unito                                                                                            | 6:51:14 |
| 8       | Svezia                                                                                                 | 6:51:47 |
| 9       | Portogallo                                                                                             | 6:55:08 |
| 10      | Polonia                                                                                                | 6:58:43 |
| 11      | Danimarca                                                                                              | 7:05:19 |
| 12      | Belgio                                                                                                 | NM      |
| 12      | Svizzera                                                                                               | NM      |
| 12      | Turchia                                                                                                | NM      |